# Берестівець
Берестівець (до 2008 року — Берестовець) — село в Україні, в Паланській сільській громаді Уманського району Черкаської області. Розташоване за 17 км на північ від міста Умань. Населення становить 663 особи (станом на 1 січня 2024р.).

## Назва
Черкаська обласна рада рішенням від 7 серпня 2008 року в Уманському районі уточнила назву села Берестовець Берестовецької сільради на Берестівець.
Черкаська обласна рада рішенням від 31 жовтня 2008 року в Уманському районі уточнила назви Берестовецької сільради на Берестівецьку.

## Населення
За даними перепису 2001 року населення села становило 843 особи.

### Мовний склад
Рідна мова населення за даними перепису 2001 року:
| Мова       | Чисельність, осіб | Доля     |
| ---------- | ----------------- | -------- |
| Українська | 824               | 97,75 %  |
| Російська  | 16                | 1,90 %   |
| Румунська  | 3                 | 0,35%    |
| Разом      | 843               | 100,00 % |

## Історія
В книзі 1895 року, автором якої є В.Б.Антонович, яка має назву "Археологическая карта Киевской губернии"  зазначено, що в 1 версті від села є 14 курганів. 
В книзі Похилевича 1864 року "Сказання про населені місцевості Київської губернії" описано село Краснопілка, де згадано про Берестівець, а саме що до приходу Берестівецької церкви приписане село Берестівець, яке лежить в 2 верстах на захід від Краснопілка. Всього мешканців 767. Тут є приписна церква, дерев'яна, Михайлівська, до 1842 року була самостійною. Рік її побудови невідомий. 

Під час Голодомору 1932—1933 років, тільки за офіційними даними, від голоду померло 983 мешканці села.

## Відомі люди
- Варгатюк Петро Логвинович (1919—2000) — радянський та український історик, доктор історичних наук;
- Мовчанівський Теодосій (Тодось) Миколайович (1899—1938) — археолог, краєзнавець, музейний діяч;
- Нагорний Микола Никифорович (1935—1994) — науковець у галузі механізації сільського господарства, інженер-механік, доктор технічних наук, професор;
- Ніженський Василь Петрович (1988—2017) — старший сержант Збройних сил України, учасник російсько-української війни;
- Ніженський Юрій Вікторович[6] (1979—2022[6]) — підполковник Збройних сил України, учасник російсько-української війни.

## Галерея

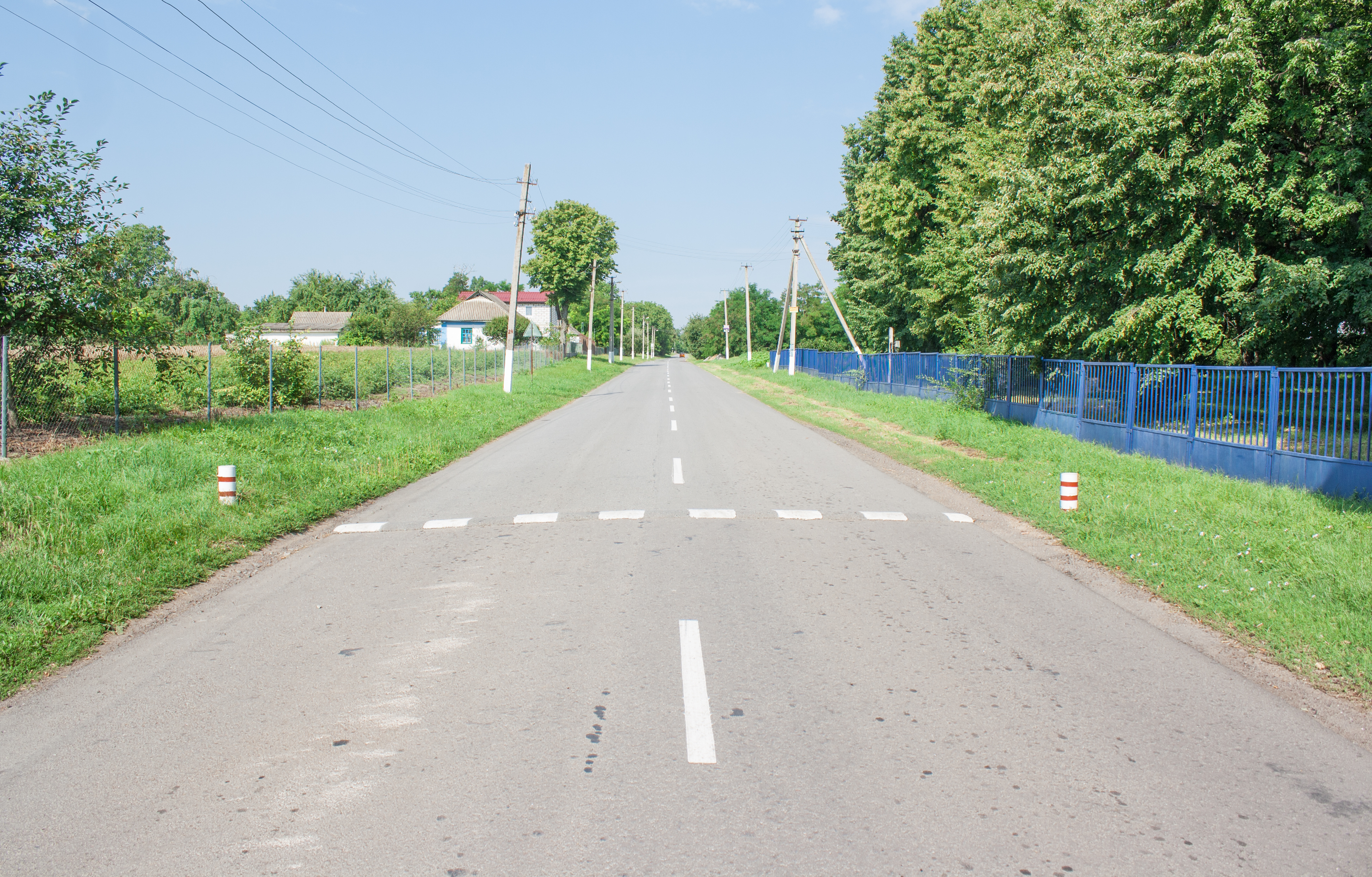
Вулиця Савчука
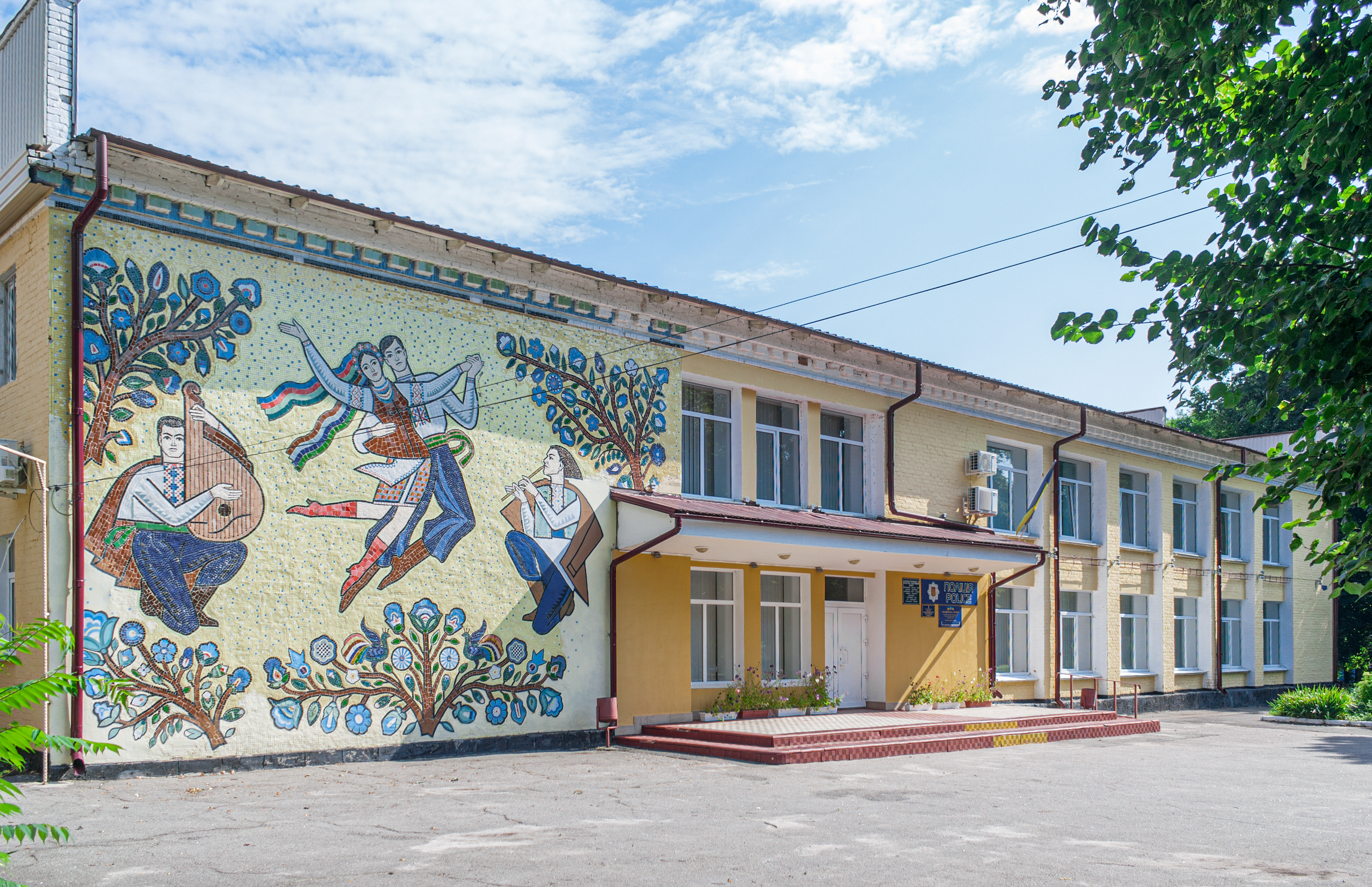
Адміністративна будівля
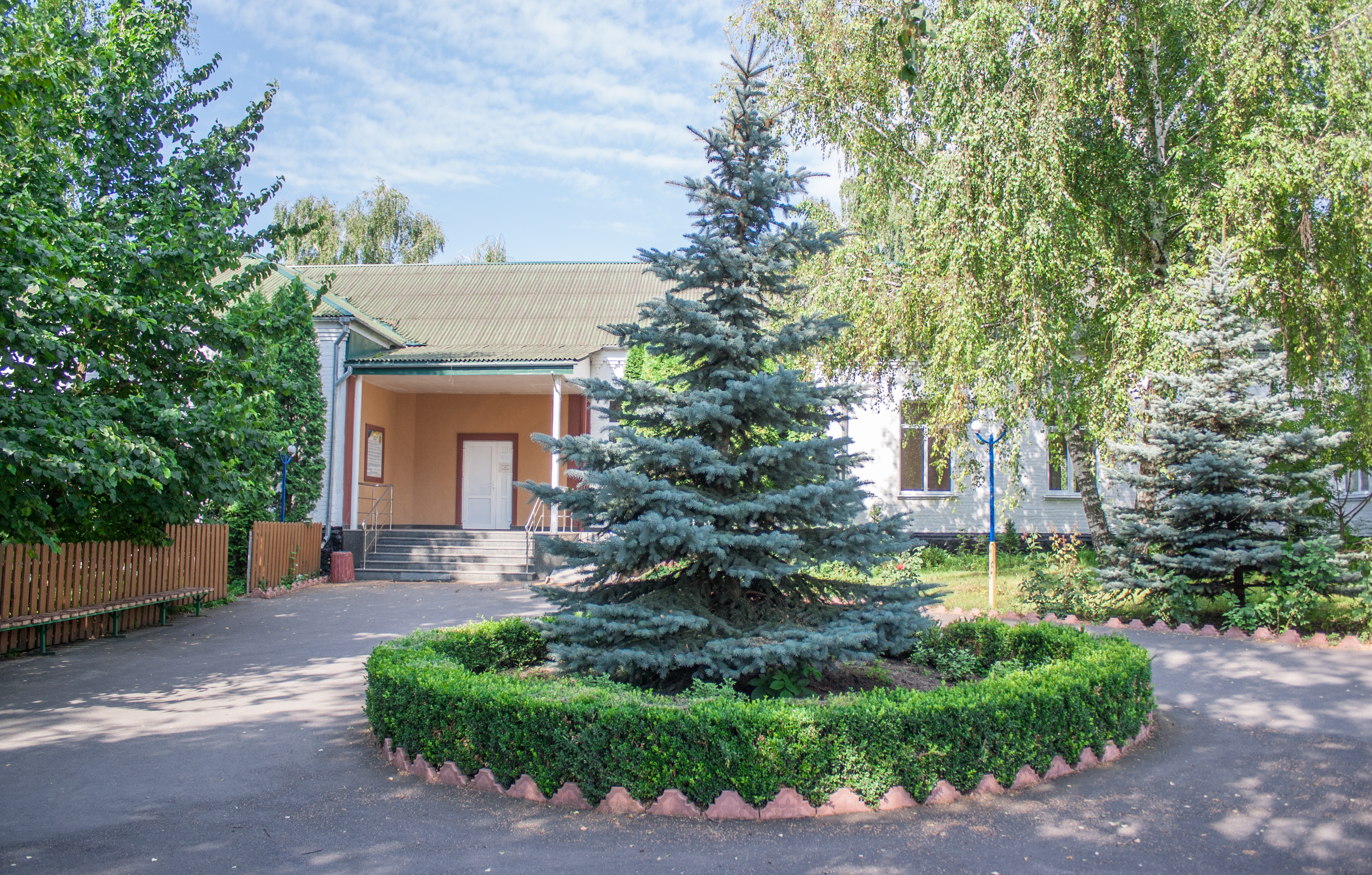
Школа
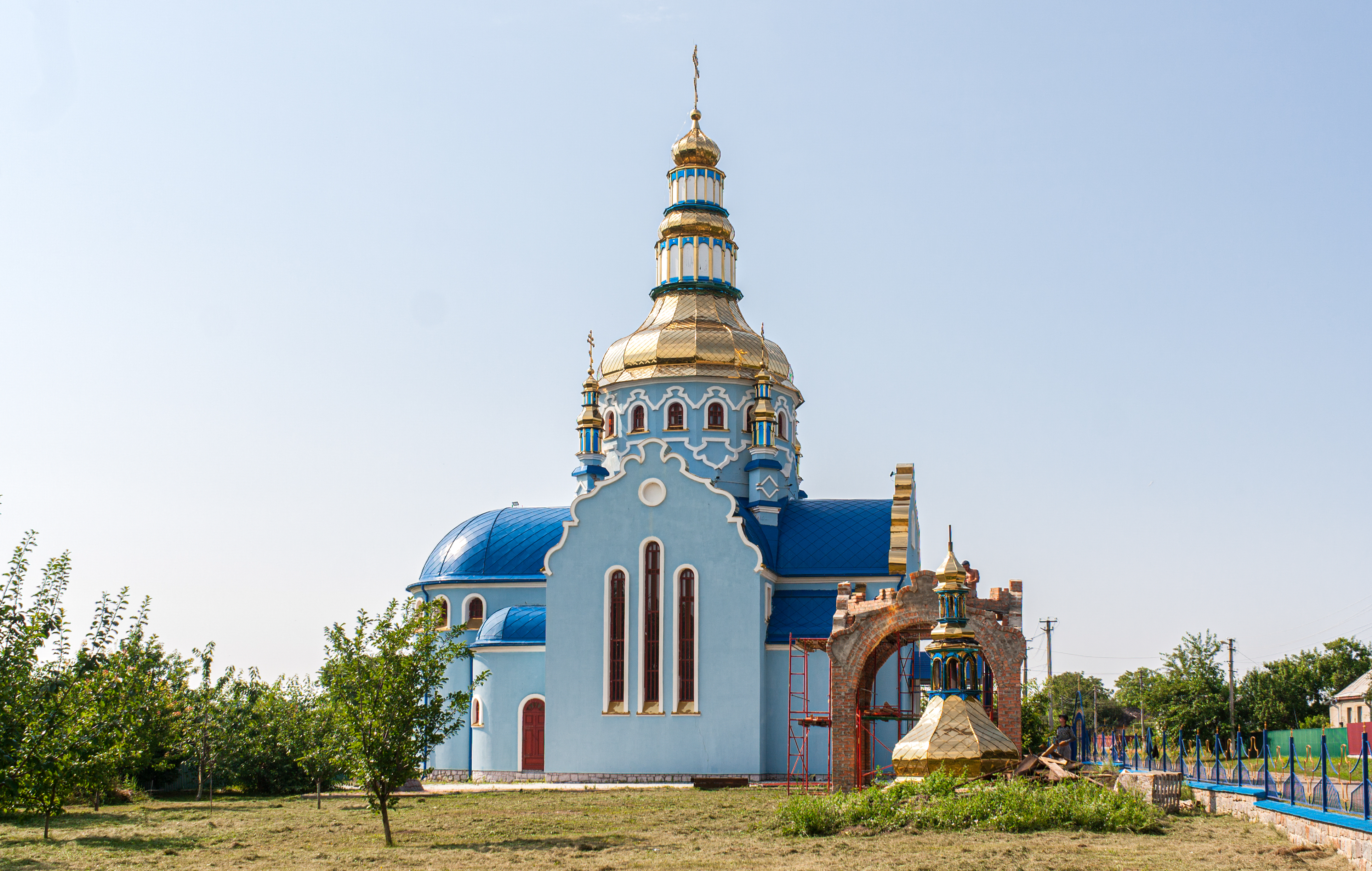
Церква
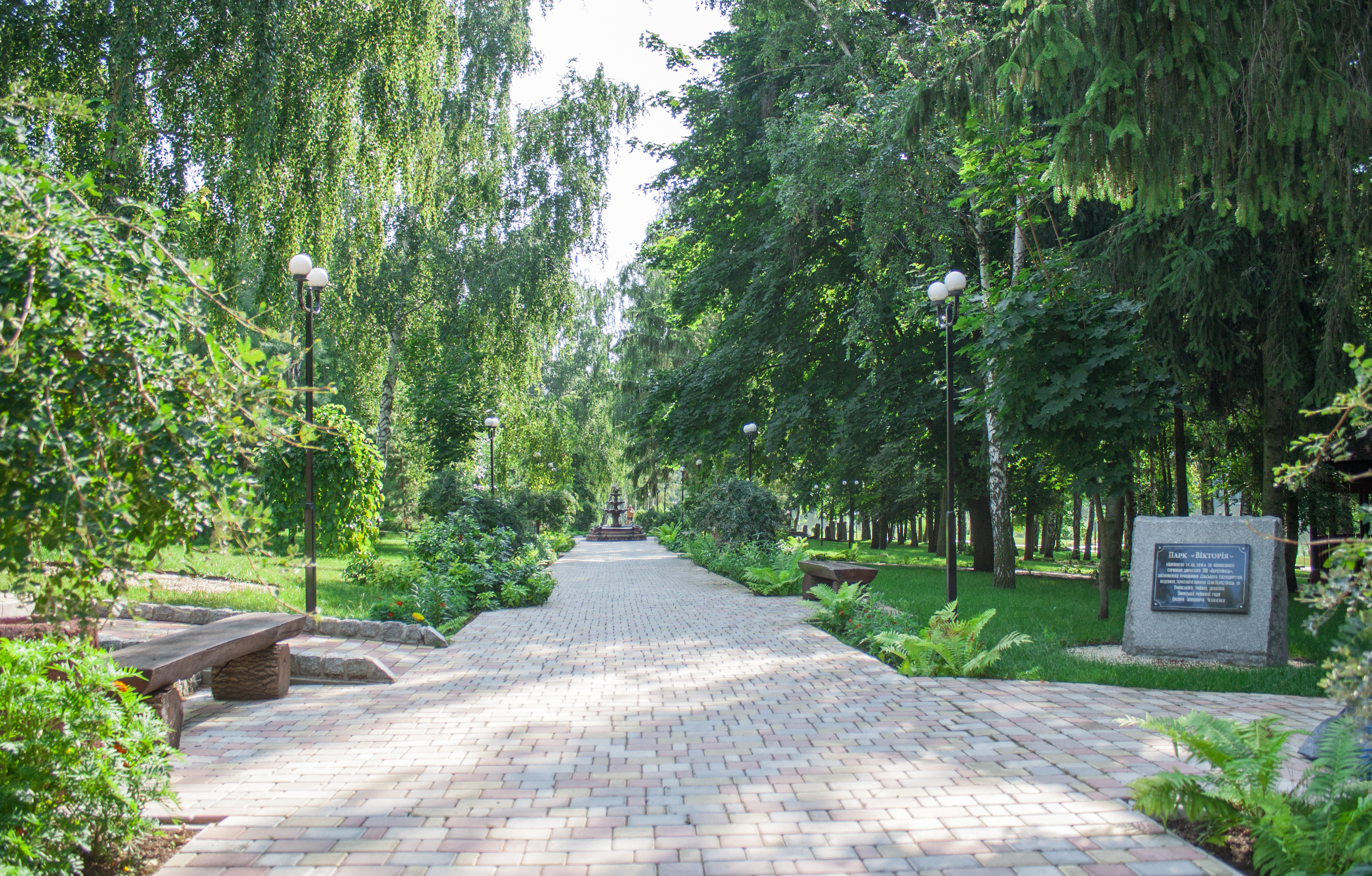
Парк "Вікторія"
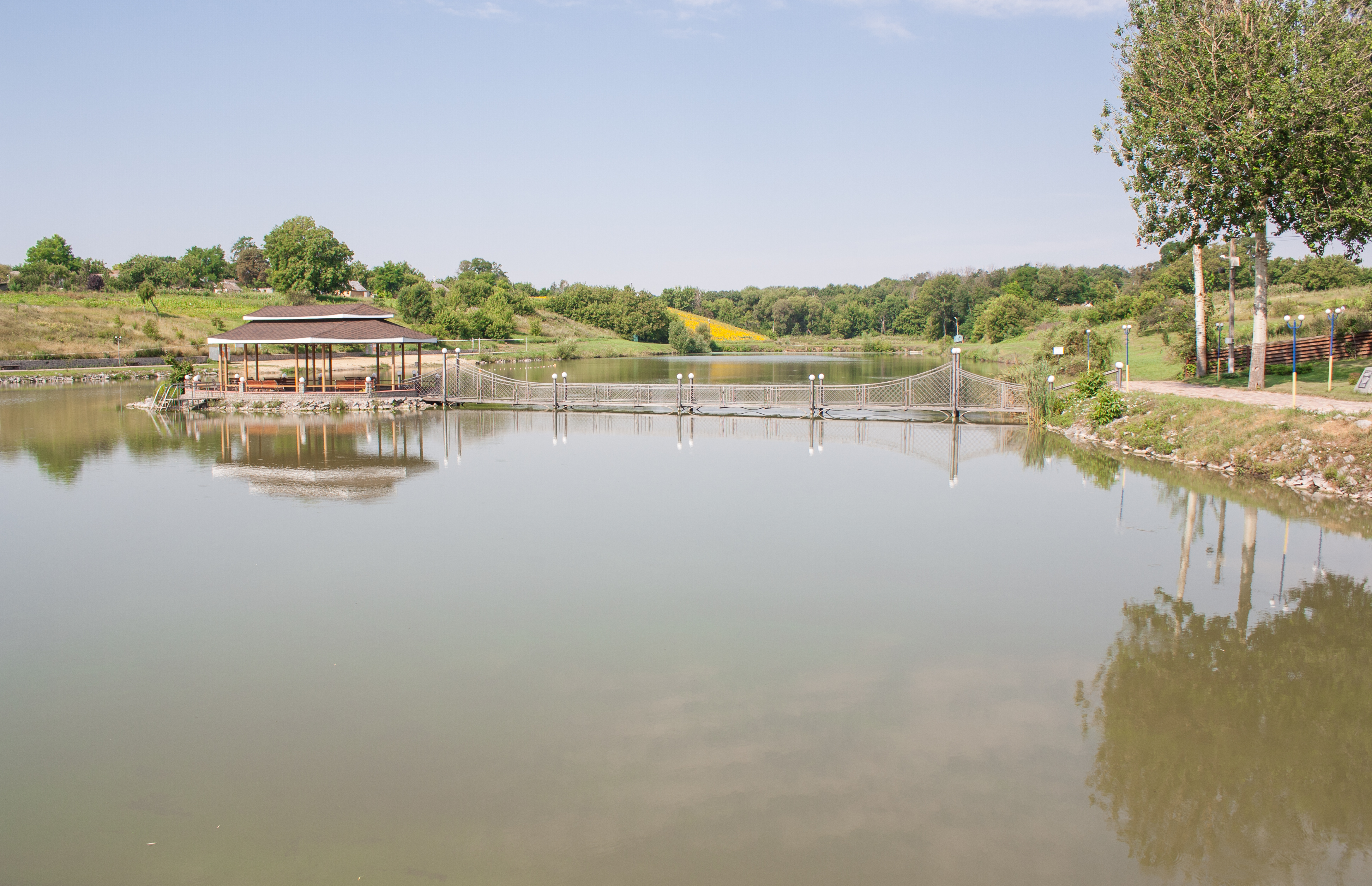
Ставок
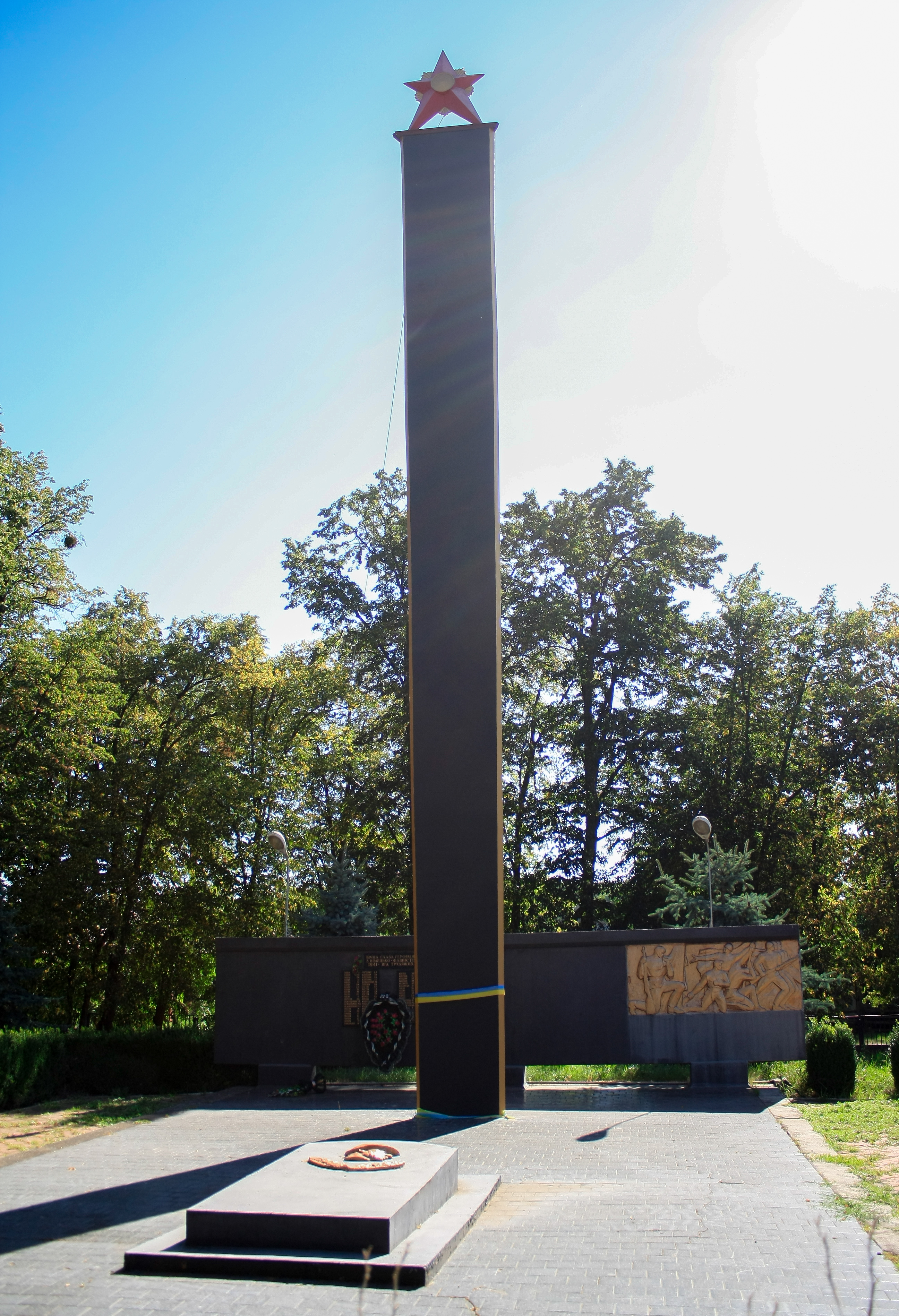
Братська могила радянських воїнів
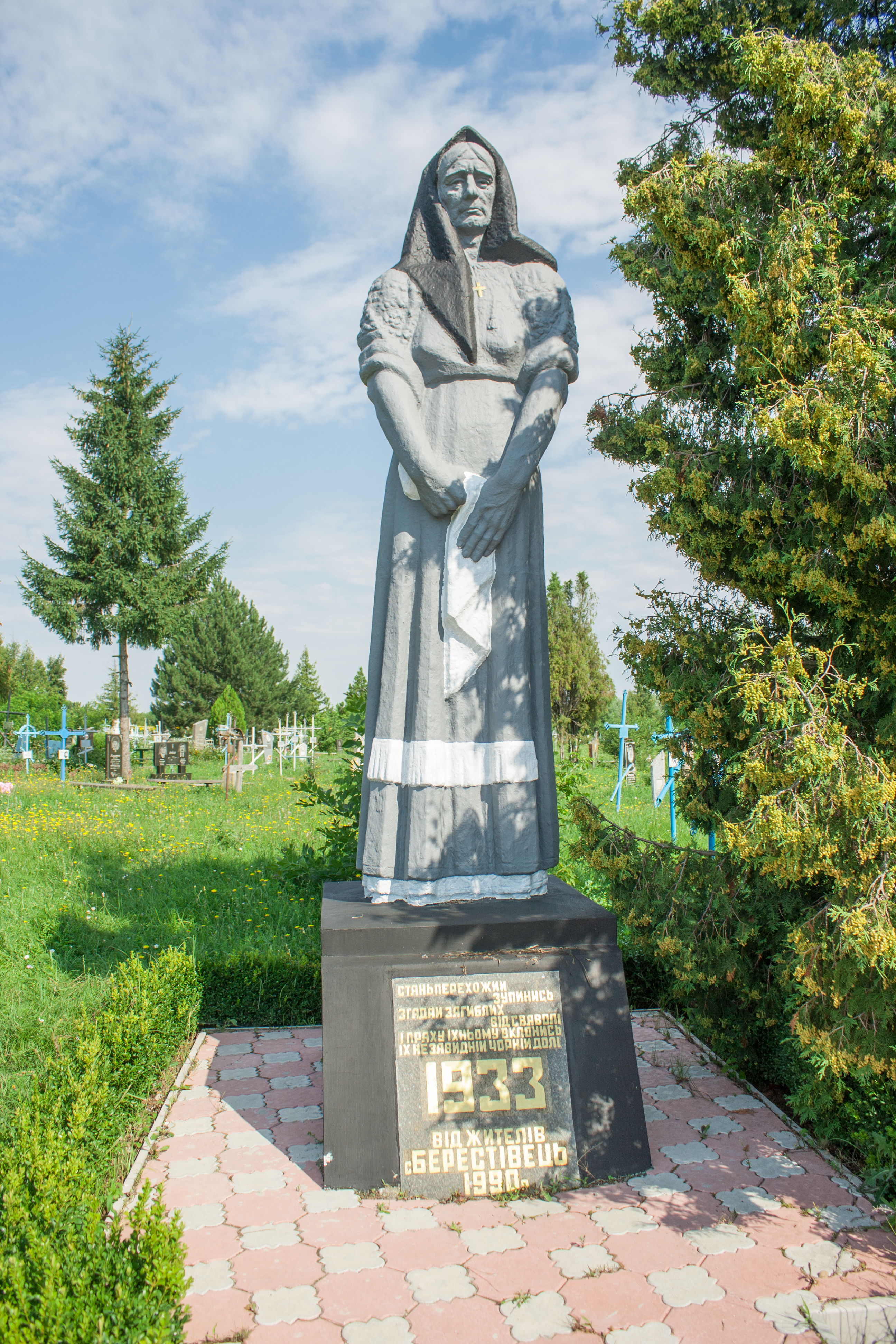
Пам'ятний знак жертвам Голодомору
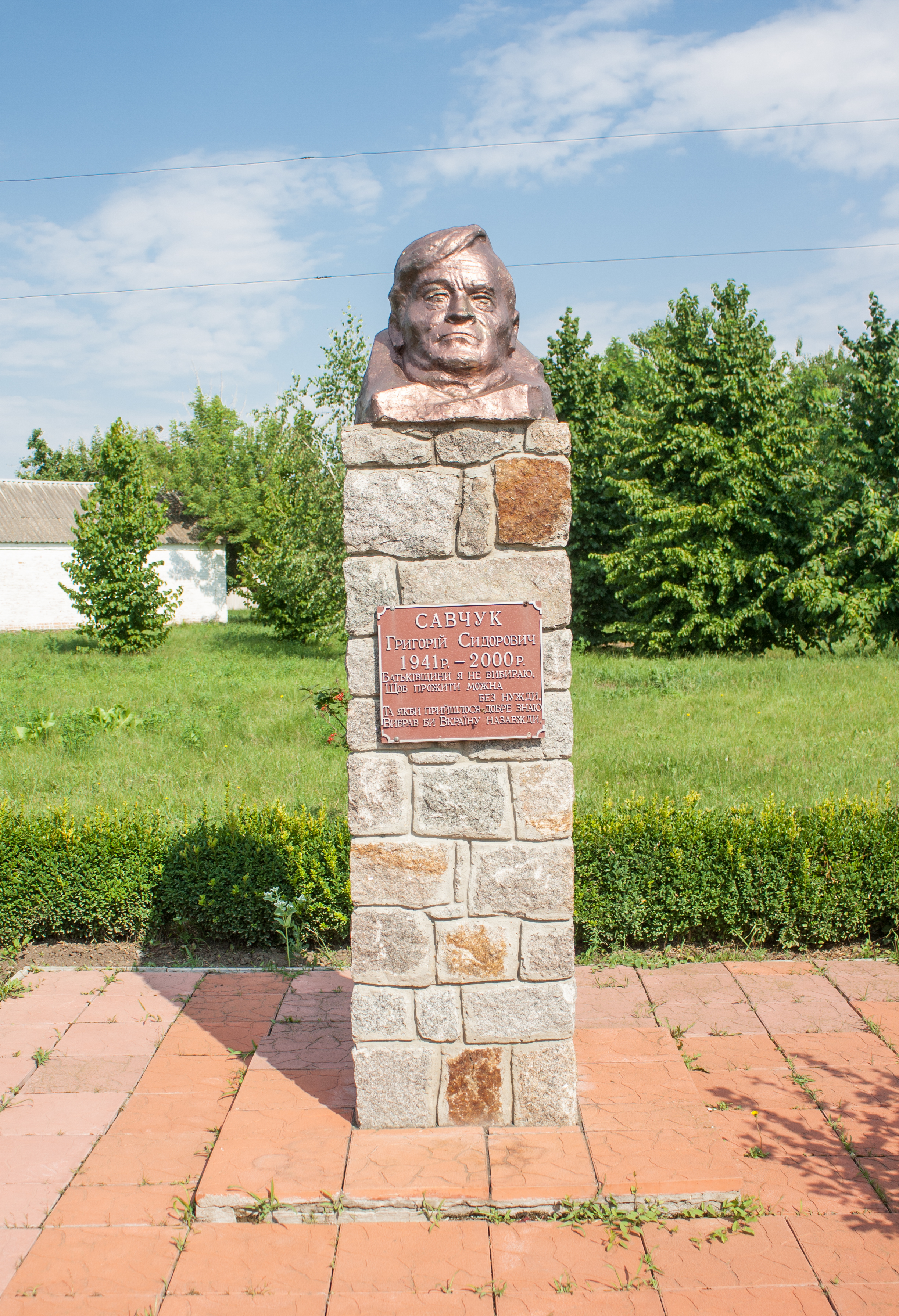
Пам'ятник поету Григорію Савчуку